# Un'estate al mare (brano musicale)
Un'estate al mare è un brano musicale scritto nel 1982 da Franco Battiato per il testo e da Battiato e Giusto Pio per la musica, ed inciso da Giuni Russo.

## Il brano
Il brano è il più grande successo discografico di Giuni Russo. Entrò nella top ten il 7 agosto 1982 per restarci fino alla settimana iniziante il 6 novembre dello stesso anno; raggiunse la posizione più alta, la 2ª, il 4 settembre.
Il testo parla di una prostituta che sogna una vacanza al mare e una pausa dalle difficoltà della sua vita ("nelle sere quando c'era freddo si bruciavano le gomme di automobili...").
Con questo brano Giuni Russo diede una significativa testimonianza della sua notevole estensione vocale, spaziando dai toni bassi fino all'imitazione del verso dei gabbiani mediante l'emissione di note acutissime. In due parti del brano, inoltre, è sempre Battiato a cantare come seconda voce.

Secondo Mario Luzzatto Fegiz, critico musicale, 
Di Un'estate al mare esiste anche la versione spagnola dal titolo Unas vacaciones, cantata da Paloma San Basilio. Il brano era stato precedentemente proposto alla stessa Giuni Russo, che lo aveva rifiutato: la traduzione in spagnolo stravolgeva completamente il  testo.

## Versioni
Di Un'estate al mare esistono nove differenti versioni, che sono state pubblicate sia su vinile che su CD, e che in ordine cronologico sono:
- 1982 - "versione originale" (Un'estate al mare / Bing Bang Being, 45 giri)
- 1995 - "love guitar mix" (Un'estate al mare remix, CD)
- 1995 - "deep mix" (Un'estate al mare remix, CD)
- 1995 - "july 41 st" (Un'estate al mare remix, CD)
- 2000 - "space mix" (Un'estate al mare remix, 45 giri e CD)
- 2000 - "dub version" (Un'estate al mare remix, 45 giri e CD)
- 2000 - "club mix" (Un'estate al mare remix, 45 giri e CD)
- 2000 - "remix feat. Novecento" (Il meglio, CD)
- 2003 - Versione ricantata per il CD non ufficiale Irradiazioni
- 2006 - "remix feat. Megahertz" (Unusual, CD)
- 2022 - Un'estate al mare 40* anniversario (remix pubblicato su 45 giri per celebrare i 40 anni dalla prima uscita del brano)

## Cover
Fra le diverse cover registrate si ricordano almeno:
- 2003 - Numero6, nell'album Iononsono (Alternative Produzioni – AP 015 CD)
- 2008 - Manu Lj,  compilation Un'estate al mare - Italian Classics (Edel AG – 0192452ere)
- 2010 - J. Dee Project feat. Barbara Sedici, compilation Musica Maranza Vol. 7 (Fluida Records – 8032836200585)
- 2013 - Eleonora Beddini feat. Arianna Rinaldi, album Doppio gioco (Eleonora Beddini)
- 2015 - Marvin, singolo (Bang Record – BNG12215CDS)
- 2018 - Federica Abbate e Selton nella compilation Beats from the Lido (Red Bull Music)
- 2019 - Cecilia Gayle nella compilation Pro Latino 128 - August 2019 (DMC - DMCPL128
- 2019 - Cristiana Polegri nel disco “ Qualcosa e’ cambiato” vol.1 ( Irma Records)